# Саутгемптон (Железная дорога Лонг-Айленда)
Саутгемптон — станция пассажирской линии Монток Железной дороги Лонг-Айленда. Расположена на North Main Street между Prospect Street и Willow Street в городе Саутгемптон (Нью-Йорк). Станция была открыта в Феврале 1871 г.
Станция имеет одну платформу и три линии путей.